# پریری سیتی (داکوتای جنوبی)
پریری سیتی(به انگلیسی: Prairie City) شهری در ایالت داکوتای جنوبی کشور ایالات متحده آمریکا است که جمعیت آن در سرشماری سال ۲۰۱۰ میلادی، ۲۳ نفر بوده‌است.